# Estádio Ulrico Mursa
O Estádio Ulrico Mursa é um estádio de futebol que pertence a Associação Atlética Portuguesa e localiza-se em Santos, ao lado da Santa Casa de Misericórdia.
É o 9.º estádio mais antigo do país e o 2.º mais antigo do Estado de São Paulo.
O estádio foi inaugurado em  5 de dezembro de 1920 e sua capacidade atual é de 7.635 pessoas.

## História
O estádio foi erguido na Avenida Pinheiro Machado, em um terreno doado por Ulrico Mursa, engenheiro carioca e fundador da Companhia Docas de Santos.
Em 5 de dezembro de 1920 foi inaugurada a praça de esportes Ulrico Mursa, como nome em homenagem a um de maiores benfeitores do clube. No jogo inaugural, a Portuguesa enfrentou o Sírio Futebol Clube e venceu por 6 a 0.
O primeiro derby entre a AA Portuguesa e o Santos FC aconteceu no estádio, em 11 de março de 1923, onde a Portuguesa venceu a partida por 1×0, gol marcado por Borracha, aos 13 minutos do segundo tempo.
A primeira partida internacional aconteceu em 8 de setembro de 1929, onde a Portuguesa goleou o Vitória de Setúbal por 4 a 0.
Em 1932, foi entregue a primeira arquibancada de concreto da América Latina.
Em 1938, foi o segundo clube da cidade a dispor de um sistema de iluminação, graças à “Campanha do Vagalume”, em que todos os dirigentes, conselheiros, sócios e simpatizantes do clube doavam lâmpadas de 1500 watts cada, construindo então uma torre de 31 metros e 80 centímetros. Para marcar a ocasião, a Portuguesa Santista enfrentou o Vasco da Gama, a qual perdeu por 4×5. Devido a uma crise financeira na década de 1940, as torres foram retiradas e vendidas. Em 27 de novembro de 1958, houve a inauguração das novas torres de iluminação do estádio, comemorado com um amistoso entre a AA Portuguesa contra o Santos FC. O terceiro sistema de iluminação, que funciona até hoje, foi colocado para funcionar pela primeira vez em uma vitória contra o São Paulo, por 3 a 1, no Campeonato Paulista de 2000.
No final de 2016, a Portuguesa recebeu uma proposta para modernizar o Estádio Ulrico Mursa, onde o projeto previa a construção de uma arena moderna integrada a um Shopping Center. Apesar de aprovada de forma unânime pela diretoria, a ideia não vingou, o que acabou preservando as características originais do estádio.

## Localização
O estádio fica situado próximo ao centro de Santos (aproximadamente 1,5 km), separado deste pelo Túnel Dr. Rubens Ferreira Martins. As referências locais são o Canal 2 e a Santa Casa de Misericórdia. O estádio está localizado na avenida Senador Pinheiro Machado, 240 no Marapé.